# Eucera chrysophila
Eucera chrysophila är en biart som först beskrevs av Cockerell 1914.  Eucera chrysophila ingår i släktet långhornsbin, och familjen långtungebin. Inga underarter finns listade i Catalogue of Life.